# Mnesithea
Mnesithea là một chi thực vật có hoa trong họ Hòa thảo (Poaceae).

## Loài
Chi Mnesithea gồm các loài: